# Medhugiri
Medhugiri est une petite île inhabitée des Maldives. L'île a quasiment disparu.

## Géographie
Medhugiri est située dans le centre des Maldives, dans l'Est de l'atoll Ari, dans la subdivision de Alif Dhaal. 